# Bresilioidea
Bresilioidea è una superfamiglia di gamberetti. È probabilmente un gruppo polifiletico, contenente cinque famiglie, che possono o meno essere correlate fra loro.

## Tassonomia
- Agostocarididae Hart & Manning, 1986
- Alvinocarididae Christoffersen, 1986
- Bresiliidae Calman, 1896
- Disciadidae Rathbun, 1902
- Pseudochelidae De Grave & Moosa, 2004